# التعداد الوطني السابع لسكان جمهورية الصين الشعبية
التعداد الوطني السابع لسكان جمهورية الصين الشعبية يشار إليه أيضًا باسم التعداد الصيني 2020 ويجري إجراؤه من قبل المكتب الوطني الصيني للإحصاء في جمهورية الصين الشعبية. بدأت أعمال التعداد في 1 نوفمبر 2020، وكان من المتوقع أن تستمر حتى 10 ديسمبر 2020 بمشاركة سبعة ملايين عامل تعداد.
في 2 نوفمبر 2020 أجاب الأمين العام للحزب الشيوعي الصيني شي جين بينغ على أسئلة عمال التعداد في بكين.